# Sovetskij rajon (Circondario autonomo degli Chanty-Mansi-Jugra)
Il Sovetskij rajon è un rajon (distretto) del Circondario autonomo degli Chanty-Mansi-Jugra, nella Russia siberiana.